# Indicko-pákistánská válka (1965)
Indicko-pákistánská válka z roku 1965, označována též jako druhá válka v Kašmíru, byla vojenským střetnutím mezi Indií a Pákistánem. Důvodem válečného střetu mezi oběma zeměmi byla otázka Kašmíru, kvůli kterému se v roce 1947 odehrála tzv. první válka v Kašmíru.

## Pozadí střetu
K prvním potyčkám nedošlo v Kašmíru, ale v Sindhu, kde pákistánské tanky překročily stanovenou hranici. Indie odpověděla taky vojenskou akcí, ale do věci se vložila OSN a navrhla oběma zemím k podepsání mírovou dohodu. To se stalo v červnu stejného roku, obě země zároveň souhlasily, že se podrobí rozhodnutí soudu v Ženevě, který rozhodne o územních nárocích obou zemí v Sindhu (soud rozhodl už v roce 1947 a Indie nakonec získala 90 % sporného území). Ministr zahraničí Pákistánu Zulfikár Alí Bhutto byl přesto přesvědčen, že válku Pákistán vyhrál, a tak přesvědčil Muhammada Ajjúb Chána k další vojenské akci. Tentokrát v Kašmíru.
Plánem Pákistánu bylo bleskově vtrhnout do oblasti přes oblast severně od Džammú a odříznout tak Indii hlavní přístupovou cestu do oblasti. I když válka trvala krátce, byla to jedna z největších tankových bitev od druhé světové války. 14. srpna začaly na kašmírské území pronikat ozbrojené skupiny bojovníků, které zabíraly strategicky významná místa a měly za úkol vyvolat protiindické povstání. Byla to příprava na invazi tanků. 30. srpna Indie varovala Pákistán před důraznou vojenskou akcí na jeho území a o dva dny později vypukla válka naplno.

## Průběh války
První zaútočily pákistánské tanky severně od Džammú, připravená Indie však odpověděla 6. září 1965 rychlým protiútokem do Paňdžábu na města Láhaur a Silájkót. Láhaur měla brzy na dostřel. Indické tankové jednotky však byly překvapeny pákistánským letectvem, které většinu tanků na svém území zničilo. Indie nedokázala na útok zareagovat svým letectvem a proto se pak do bojů nasazovala na obou stranách hlavně pěchota. Pákistán se musel pokusu o obsazení Kašmíru vzdát. Obě strany utrpěly velké ztráty a nakonec ve dnech 22. až 23. září bylo ujednáno na nátlak OSN příměří. Dalším důvodem se stal nedostatek munice, protože USA a Velká Británie uvalily na obě země dovozní embargo a zásoby munice oběma zemím brzy došly. Indie zničila na 300 pákistánských tanků a dalších 150 zůstalo v jejích rukou. Pákistán zničil 128 tanků (podstatnou část letectvo) a dalších 40 tanků zabavil.

## Mírové kroky
Úplného míru však dosaženo nebylo, obě země měly svá vojska v palebných postaveních a občasné přestřelky trvaly až do konce roku. Kromě Sindhu nebyla po této válce hranice měněna a zůstala stejná jako před válkou.
Ve dnech 4. až 10. ledna 1966 proběhla v Uzbecké SSR v Taškentu mírová konference mezi Indií zastoupenou Lálem Bahádur Šastríem a Pákistánem, který zastupoval Muhammad Ajjúb Chán. Záštitu nad touto konferencí si vzal Sovětský svaz. Taškentská deklarace byla uzavřena mezi oběma představiteli 10. ledna.